# Janthinomyia elegans
Janthinomyia elegans là một loài ruồi trong họ Tachinidae.